# Distrito dos Montes Metalíferos Centrais
O Distrito dos Montes Metalíferos Centrais (em alemão:  Mittlerer Erzgebirgskreis) foi um distrito (kreis ou landkreis) da Alemanha até 31 de julho de 2008. Estava localizado na região de Chemnitz, no estado da Saxônia.